# Ітьо Каорі
Ітьо Каорі  (яп. 伊調馨, 13 червня 1984, Хатінохе) — японська борчиня, чотириразова олімпійська чемпіонка, десятиразова чемпіонка світу.

## Спортивні результати на міжнародних змаганнях

### Виступи на Олімпіадах
| Змагання                    | Збірна | Вагова категорія          | Місце  |
| --------------------------- | ------ | ------------------------- | ------ |
| Літні Олімпійські ігри 2004 | Японія | жіноча боротьба, до 63 кг | Золото |
| Літні Олімпійські ігри 2008 | Японія | жіноча боротьба, до 63 кг | Золото |
| Літні Олімпійські ігри 2012 | Японія | жіноча боротьба, до 63 кг | Золото |
| Літні Олімпійські ігри 2016 | Японія | жіноча боротьба, до 58 кг | Золото |

### Виступи на Чемпіонатах світу
| Змагання                        | Збірна | Вагова категорія          | Місце  |
| ------------------------------- | ------ | ------------------------- | ------ |
| Чемпіонат світу з боротьби 2002 | Японія | жіноча боротьба, до 63 кг | Золото |
| Чемпіонат світу з боротьби 2003 | Японія | жіноча боротьба, до 63 кг | Золото |
| Чемпіонат світу з боротьби 2005 | Японія | жіноча боротьба, до 63 кг | Золото |
| Чемпіонат світу з боротьби 2006 | Японія | жіноча боротьба, до 63 кг | Золото |
| Чемпіонат світу з боротьби 2007 | Японія | жіноча боротьба, до 63 кг | Золото |
| Чемпіонат світу з боротьби 2010 | Японія | жіноча боротьба, до 63 кг | Золото |
| Чемпіонат світу з боротьби 2011 | Японія | жіноча боротьба, до 63 кг | Золото |
| Чемпіонат світу з боротьби 2013 | Японія | жіноча боротьба, до 63 кг | Золото |
| Чемпіонат світу з боротьби 2014 | Японія | жіноча боротьба, до 58 кг | Золото |
| Чемпіонат світу з боротьби 2015 | Японія | жіноча боротьба, до 58 кг | Золото |

### Виступи на Чемпіонатах Азії
| Змагання                       | Збірна | Вагова категорія          | Місце  |
| ------------------------------ | ------ | ------------------------- | ------ |
| Чемпіонат Азії з боротьби 2004 | Японія | жіноча боротьба, до 63 кг | Золото |
| Чемпіонат Азії з боротьби 2005 | Японія | жіноча боротьба, до 63 кг | Золото |
| Чемпіонат Азії з боротьби 2007 | Японія | жіноча боротьба, до 63 кг | 8      |
| Чемпіонат Азії з боротьби 2008 | Японія | жіноча боротьба, до 63 кг | Золото |
| Чемпіонат Азії з боротьби 2011 | Японія | жіноча боротьба, до 63 кг | Золото |
| Чемпіонат Азії з боротьби 2015 | Японія | жіноча боротьба, до 58 кг | Золото |
| Чемпіонат Азії з боротьби 2019 | Японія | жіноча боротьба, до 57 кг | Бронза |

### Виступи на Азійських іграх
| Змагання           | Збірна | Вагова категорія          | Місце  |
| ------------------ | ------ | ------------------------- | ------ |
| Азійські ігри 2002 | Японія | жіноча боротьба, до 63 кг | Срібло |
| Азійські ігри 2006 | Японія | жіноча боротьба, до 63 кг | Золото |

### Виступи на Кубках світу
| Змагання                    | Збірна | Вагова категорія          | Місце  |
| --------------------------- | ------ | ------------------------- | ------ |
| Кубок світу з боротьби 2002 | Японія | жіноча боротьба, до 63 кг | Золото |
| Кубок світу з боротьби 2003 | Японія | жіноча боротьба, до 63 кг | Золото |
| Кубок світу з боротьби 2004 | Японія | жіноча боротьба, до 63 кг | Золото |
| Кубок світу з боротьби 2005 | Японія | жіноча боротьба, до 63 кг | Золото |
| Кубок світу з боротьби 2006 | Японія | жіноча боротьба, до 63 кг | Золото |
| Кубок світу з боротьби 2010 | Японія | жіноча боротьба, до 63 кг | Золото |
| Кубок світу з боротьби 2011 | Японія | жіноча боротьба, до 63 кг | Золото |
| Кубок світу з боротьби 2012 | Японія | жіноча боротьба, до 63 кг | Золото |

### Виступи на інших змаганнях
| Змагання                                           | Збірна | Вагова категорія          | Місце  |
| -------------------------------------------------- | ------ | ------------------------- | ------ |
| Кубок Азії з боротьби 2003                         | Японія | жіноча боротьба, до 63 кг | Золото |
| Чемпіонат світу з боротьби серед студентів 2005    | Японія | жіноча боротьба, до 63 кг | Золото |
| Золотий Гран-прі з боротьби 2011 (Красноярськ)     | Японія | жіноча боротьба, до 63 кг | Золото |
| Золотий Гран-прі з боротьби 2012 (Красноярськ)     | Японія | жіноча боротьба, до 63 кг | Золото |
| Гран-прі «Іван Яригін» 2014                        | Японія | жіноча боротьба, до 58 кг | Золото |
| Гран-прі «Іван Яригін» 2016                        | Японія | жіноча боротьба, до 58 кг | Срібло |
| Відкритий чемпіонат Польщі з вільної боротьби 2016 | Японія | жіноча боротьба, до 58 кг | Золото |
| Чемпіонат Японії з вільної боротьби 2018           | Японія | жіноча боротьба, до 57 кг | Золото |